# إبراهيم سالم محمدين
إبراهيم سالم محمدين مهندس مصري ولد بتاريخ 15 سبتمبر من سنة 1921، يعد من أكبر رجال الصناعة في مصر في القرن العشرين. كان وزيرا للصناعة في عهد الرئيس الراحل أنور السادات ثم تولى إنشاء ورئاسة مجلس إدارة شركة الإسكندرية الوطنية للحديد والصلب منذ إنشائها عام 1982 حتى 2001 حيث تقدم باستقالته وتولى بدلا منه المهندس أحمد عز وتفرغ منذ ذلك الحين لحياته الخاصة.

## الحياة الخاصة
إبراهيم سالم من مواليد 15 سبتمبر عام 1921 في محافظة دمياط، وهو أب لمهندس وامرأة وكان يُعَدّ رجل الصناعة الأول في مصر، حيث تولى منصب وزير في وزارة الصناعة بعد تقلده لمنصب رئيس مجلس إدارة المحلة الكبرى للغزل والنسج.